# 385.ª Divisão de Infantaria (Alemanha)
A 385ª Divisão de Infantaria (em alemão: 385. Infanterie-Division) foi formada em Janeiro de 1942 como sendo a Divisão Rheingold (em alemão: Rheingold-Division) sendo parte da 18ª onda (18. Welle). Foi destruída no rio Don no mês de Fevereiro de 1943.

## Comandantes
| Comandante                           | Data                                             |
| ------------------------------------ | ------------------------------------------------ |
| General der Infanterie Karl Eibl     | 7 de janeiro de 1942 - 18 de dezembro de 1942    |
| Generalmajor Eberhard von Schuckmann | 18 de dezembro de 1942 - 15 de fevereiro de 1943 |

## Área de Operações
- Alemanha (Janeiro de 1942 - Maio de 1942)
- Frente Oriental, Setor Central (Maio de 1942 - Junho de 1942)
- Frente Oriental, Setor Sul (Junho de 1942 - Fevereiro de 1943)

## Ordem de Batalha
- 537. Infanterie-Regiment
- 538. Infanterie-Regiment
- 539. Infanterie-Regiment
- 385. Artillerie-Regiment
  - I. - IV. Abteilung
- 385. Reiter-Schwadron
- 385. Panzerjäger-Bataillon
- 385. Nachrichten-Bataillon
- 385. Pionier-Bataillon
- Versorgungs-Einheiten

## Serviço de Guerra
| Data          | Corpo             | Exército             | Grupo de Exércitos | Área      |
| ------------- | ----------------- | -------------------- | ------------------ | --------- |
| Jan 42-Mar 42 | Formando em WK XI | BdE                  |                    | Bergen    |
| Abr 42        | in Transit        | OKH                  | Mitte              |           |
| Mai 42        | XXXX              | 4º Exército          | Mitte              | Juchnow   |
| Jun 42        |                   | 4º Exército Panzer   | Süd                | Kursk     |
| Jul 42        | XIII              | 4º Exército Panzer   | Süd                | Woronesch |
| Ago 42        | VII               | 2º Exército          | B                  | Woronesch |
| Set 42-Nov 42 | XIII              | 2º Exército          | B                  | Woronesch |
| Dez 42        | Reserva           | 2º Exército Ungaro   | B                  | Donbogen  |
| Jan 43        | XXIV              | 8º Exército Italiano | B                  | Donbogen  |